# Primeiro-ministro do Gabinete Imperial
O primeiro-ministro do Gabinete Imperial foi um cargo criado em 8 de maio de 1911, durante o final da Dinastia Qing, como parte das tentativas malsucedidas do governo imperial de criar uma monarquia constitucional na China.

## História
No início de 1900, o governo Qing começou a implementar uma reforma constitucional na China para evitar uma revolução. As reformas incluíram o Esboço da Constituição Imperial aprovada em 1908, que ordenava que as eleições para as assembleias provinciais fossem realizadas dentro de um ano. Em maio de 1911, o governo substituiu o Grande Conselho por um gabinete de treze membros, liderado pelo príncipe Qing, que foi nomeado primeiro-ministro do Gabinete Imperial. Contudo, o gabinete incluía nove manchus, sete dos quais eram membros do clã imperial. Este "Gabinete dos Príncipes" era impopular entre o povo e era visto como uma medida reacionária, sendo descrito a certa altura como "o antigo Grande Conselho sob o nome de gabinete, a autocracia sob o nome de constitucionalismo". 
Quando a Revolta de Wuchang eclodiu em novembro de 1911, a corte imperial convocou o general Yuan Shikai para comandar o Exército de Beiyang e reprimir a revolução. Ele foi nomeado primeiro-ministro em 2 de novembro de 1911, logo após a renúncia do príncipe Qing. Ele permaneceu nesse cargo até março de 1912, quando negociou com a imperatriz viúva Longyu a abdicação do imperador Xuantong. 
O posto foi brevemente revivido em julho de 1917, durante a tentativa de Zhang Xun de restaurar a monarquia Qing, mas ele só o manteve por vários dias antes de Pequim ser retomada pelas forças republicanas.

## Titulares
| N°                  | Retrato | Nome (nascimento–morte)            | Mandato               | Mandato               | Partido                        | Imperador (Reinado)          |
| N°                  | Retrato | Nome (nascimento–morte)            | Posse                 | Fim                   | Partido                        | Imperador (Reinado)          |
| ------------------- | ------- | ---------------------------------- | --------------------- | --------------------- | ------------------------------ | ---------------------------- |
| 1                   |         | Yikuang, Príncipe Qing (1838–1917) | 8 de maio de 1911     | 1 de novembro de 1911 | Sem partido (Família Imperial) | Xuantong (Pu Yi) (1908–1912) |
| 2                   |         | Yuan Shikai (1859–1916)            | 2 de novembro de 1911 | 10 de março de 1912   | Camarilha de Beiyang           | Xuantong (Pu Yi) (1908–1912) |
| Abolido (1912–1917) |         |                                    |                       |                       |                                |                              |
| 3                   |         | Zhang Xun (1854–1923)              | 1 de julho de 1917    | 12 de julho de 1917   | Sem partido (Senhor da guerra) | Pu Yi (não reconhecido)      |